# Fiat 502
La Fiat 502 è un'autovettura di media gamma prodotta dalla Fiat dal 1923 al 1926.
Si basava sulla meccanica della 501, ma aveva dimensioni più grandi, con passo aumentato di 100 mm. Fu anche aumentato il prezzo.
Il motore era in linea a quattro cilindri con 1460 cm³ di cilindrata erogante 23 hp di potenza. Era a trazione posteriore e aveva un cambio a quattro rapporti manuale. Il sistema d'accensione del motore era a magnete. Raggiungeva la velocità massima di 73 km/h.
Sono stati costruiti più di 20.000 esemplari della 502, tutte a quattro porte, nelle versioni berlina, torpedo, limousine, cabriolet e coupé de ville.
È stata sostituita dalla Fiat 503.